# Camou-Cihigue
Camou-Cihigue ist eine französische Gemeinde mit 105 Einwohnern (Stand 1. Januar 2022) im Département Pyrénées-Atlantiques in der Region Nouvelle-Aquitaine (vor 2016: Aquitanien). Die Gemeinde gehört zum Arrondissement Oloron-Sainte-Marie und zum Kanton Montagne Basque (bis 2015: Kanton Tardets-Sorholus).
Der Name in der baskischen Sprache lautet Gamere-Zihiga. Die Einwohner werden entsprechend gamerear oder zihigar genannt.

## Geographie
Camou-Cihigue liegt ca. 40 km südwestlich von Oloron-Sainte-Marie in der historischen Provinz Soule im französischen Teil des Baskenlands.
Umgeben wird der Ort von den Nachbargemeinden:
| Aussurucq | Ossas-Suhare                                |                   |
|           | Kompassrose, die auf Nachbargemeinden zeigt | Alos-Sibas-Abense |
|           | Alçay-Alçabéhéty-Sunharette                 |                   |

Camou-Cihigue liegt im Einzugsgebiet des Flusses Adour. Ein Nebenfluss des Saison, der Ruisseau d’Ibargonéa, auch Ruisseau Guéchala genannt, und seine Zuflüsse Péko Ibar Erreka und Ossinague Erreka durchströmen das Gemeindegebiet.

## Geschichte
Camou-Cihigue befindet sich inmitten einer gebirgigen Landschaft mit mehreren tiefen Grotten. In einer dieser Höhlen haben  Archäologen Spuren einer menschlichen Nutzung im Jungpaläolithikum aufgedeckt. Sie ist an zwei Stellen mit Motiven bemalt, die Pferde, Steinböcke und Bisons darstellen.
Von der Geschichte der beiden Orte, die seit 1836 die Gemeinde Camou-Cihigue bilden, haben wenige Aufzeichnungen die Jahrhunderte überdauert. Cihigue wird 1520 zumindest als Cihiga in der Coutume de Soule erwähnt. Auf der Karte von Cassini 1750 ist Camou in der heutigen Namensform, Cihigue als Sihigue eingetragen. Seit der Französischen Revolution 1793 wird Cihigue schließlich amtlich unter dem heutigen Toponym geführt.

### Einwohnerentwicklung
Nach einem Höchststand von 371 Einwohnern im Jahre 1836 ist die Zahl bei kurzen Phasen von Stabilisierungen kontinuierlich bis unter 100 zurückgegangen. Dieser Abwärtstrend scheint bis heute zu bestehen.
| Jahr      | 1962 | 1968 | 1975 | 1982 | 1990 | 1999 | 2006 | 2009 | 2022 |
| --------- | ---- | ---- | ---- | ---- | ---- | ---- | ---- | ---- | ---- |
| Einwohner | 171  | 148  | 140  | 133  | 119  | 114  | 107  | 104  | 105  |

Ab 1962 offizielle Zahlen ohne Einwohner mit Zweitwohnsitz

## Sehenswürdigkeiten

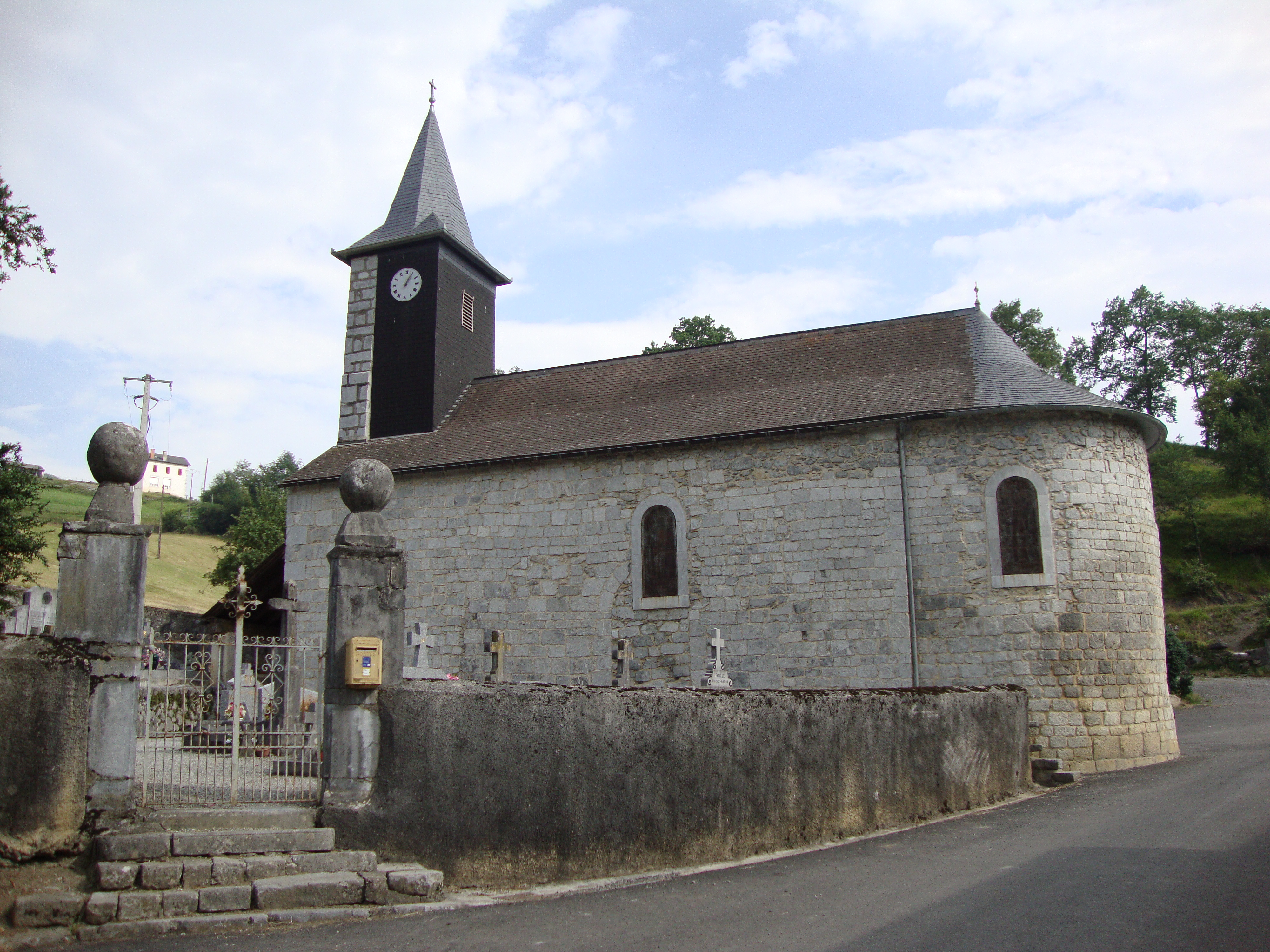
Kirche Saint-Pierre in Camou

- Kirche in Camou, gewidmet dem Apostel Simon Petrus. Romanische Elemente des Gebäudes zeugen vom mittelalterlichen Ursprung der Kirche. Das einschiffige Langhaus ist mit einem Schieferdach mit hoher Dachneigung gedeckt. Oberhalb des Giebels an der Westseite erhebt sich ein kleiner Belfried mit polygonalem Turmhelm. Oberhalb der Eingangstür zeigt eine Inschrift die Jahreszahl 1884, ein Hinweis auf den Zeitraum einer Restaurierung. Eine weitere Restaurierung erfolgte am Ende des 19. Jahrhunderts. 1912 wurde die Kirche mit neuen Glasfenstern des Glasmalers Saint-Blancat aus Toulouse ausgestattet.[11]

Glasfenster in der Kirche Saint-Pierre in Camou
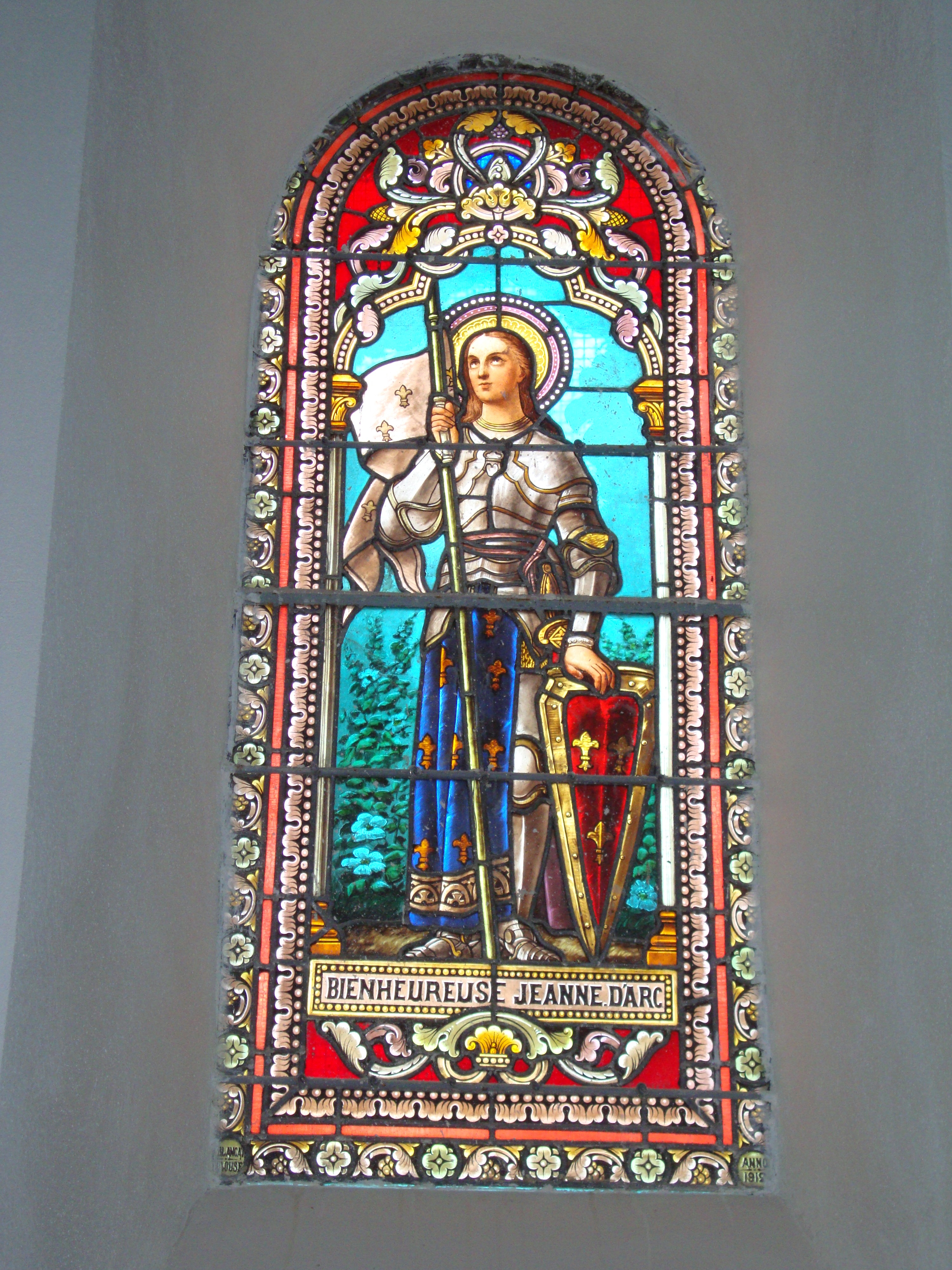
Johanna von Orléans
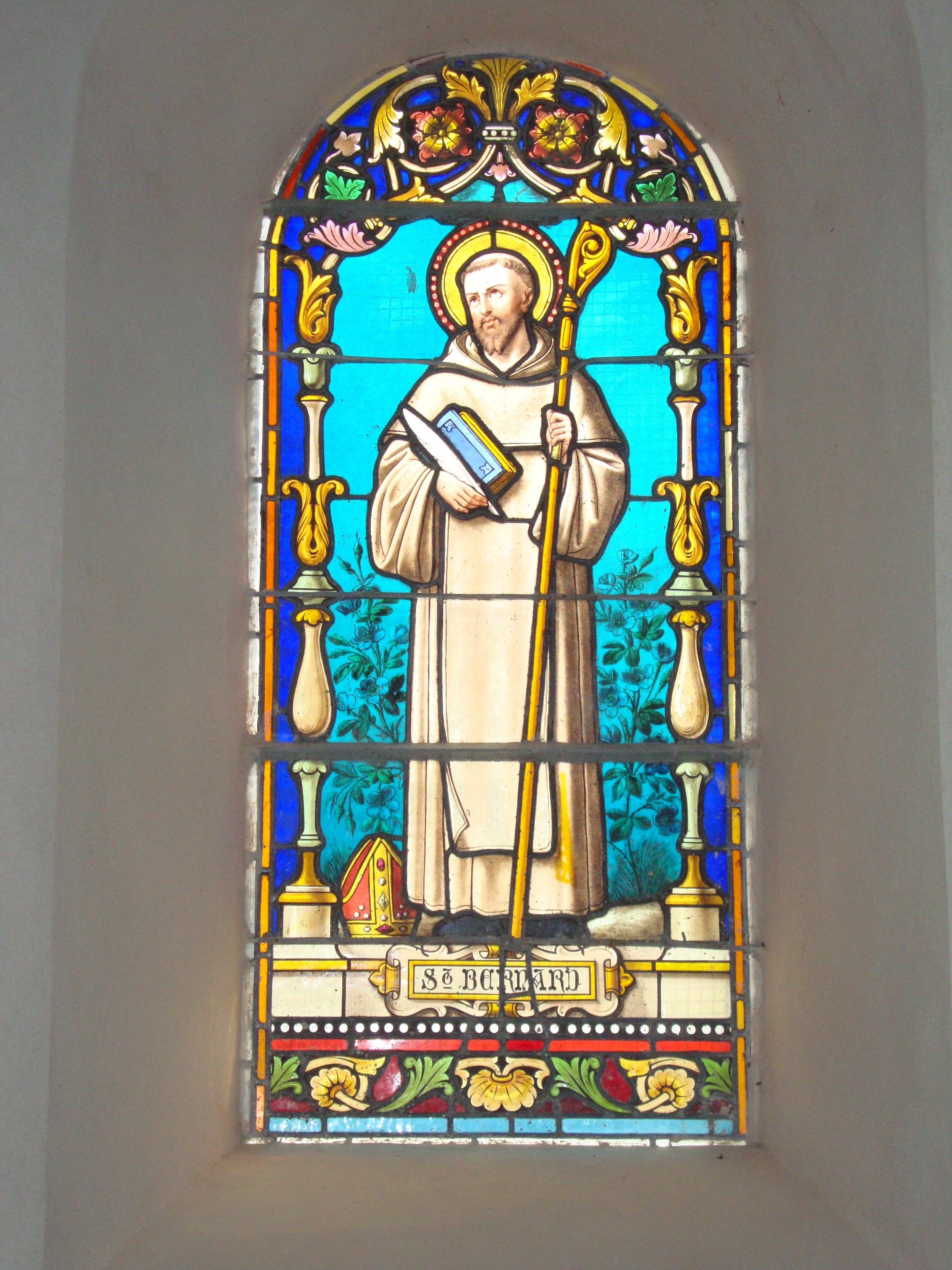
Bernhard von Clairvaux
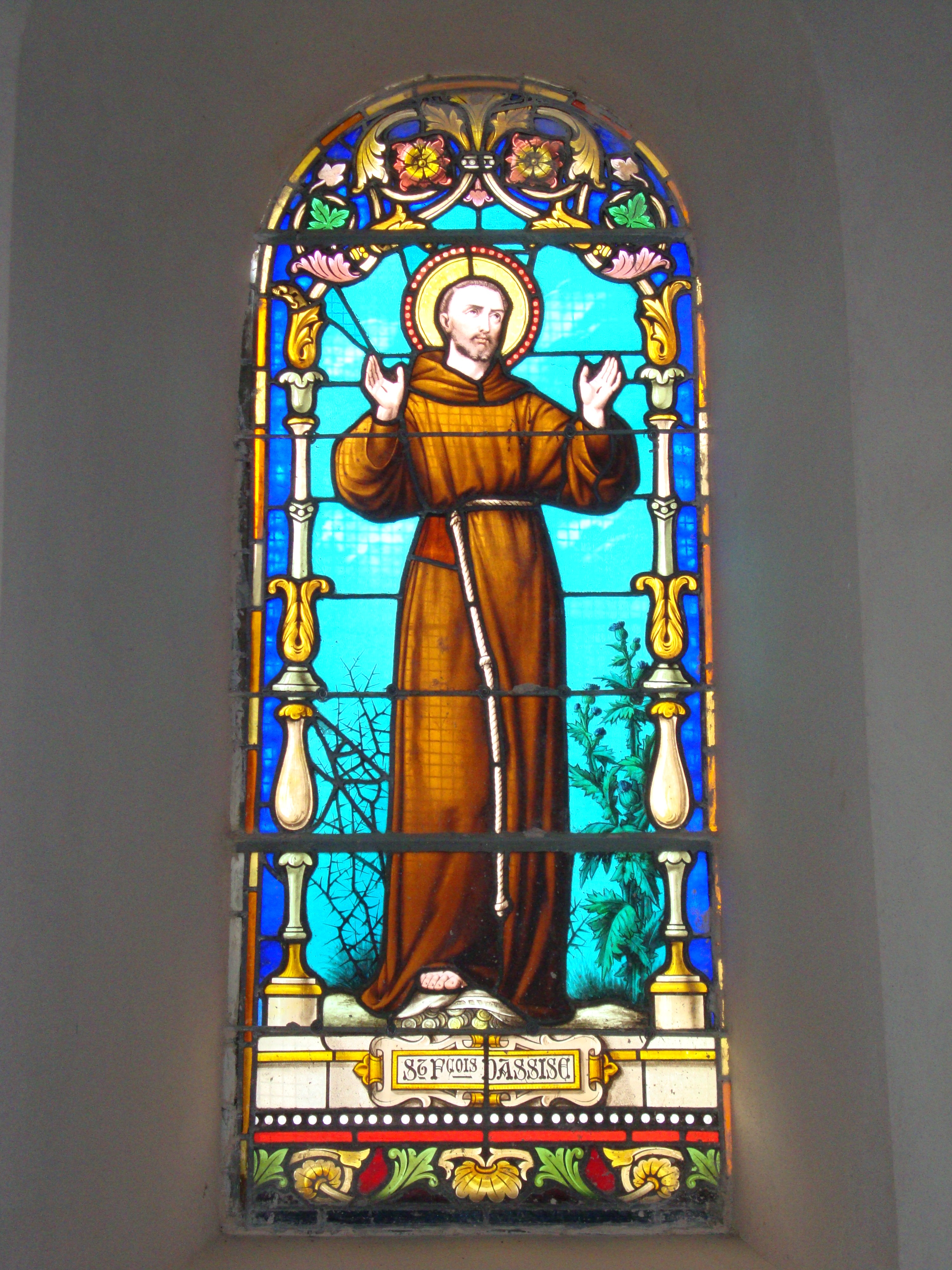
Franz von Assisi
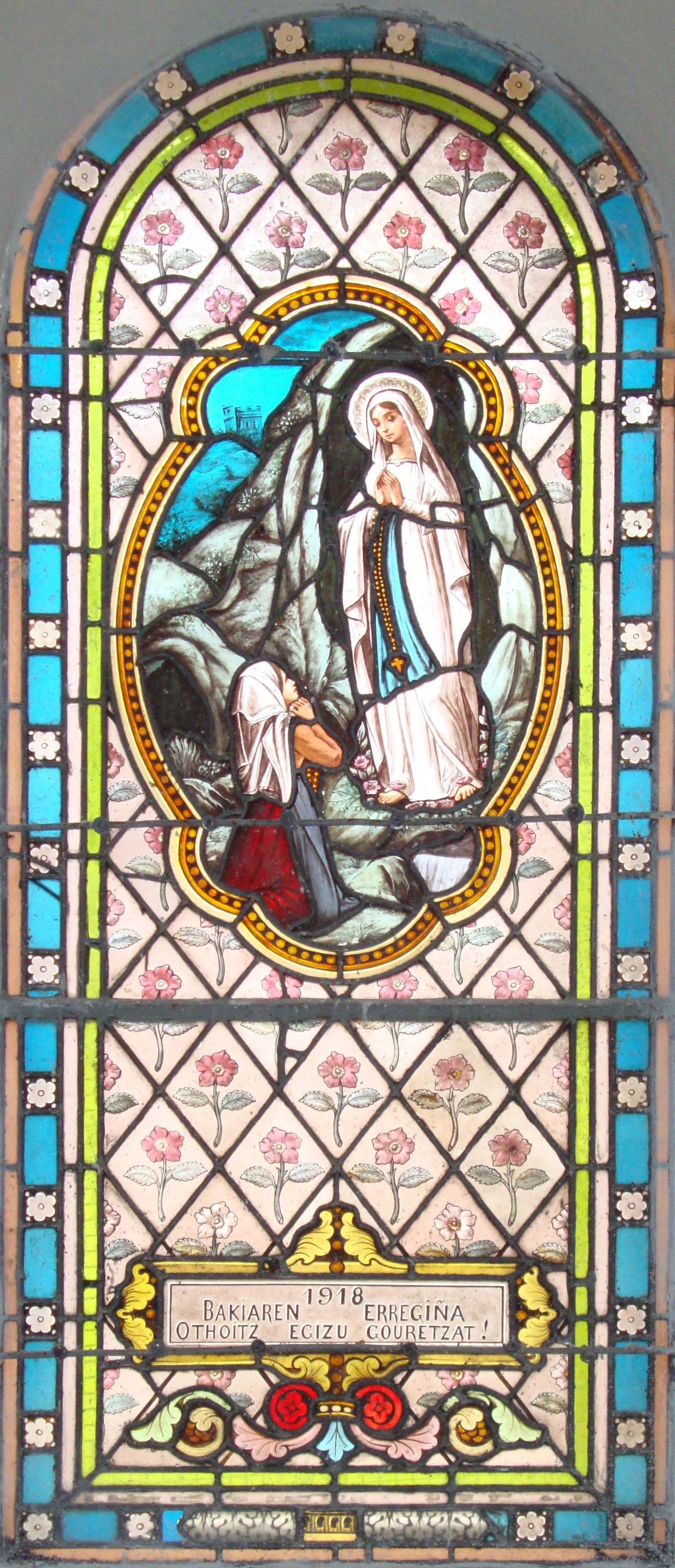
Bernadette Soubirous

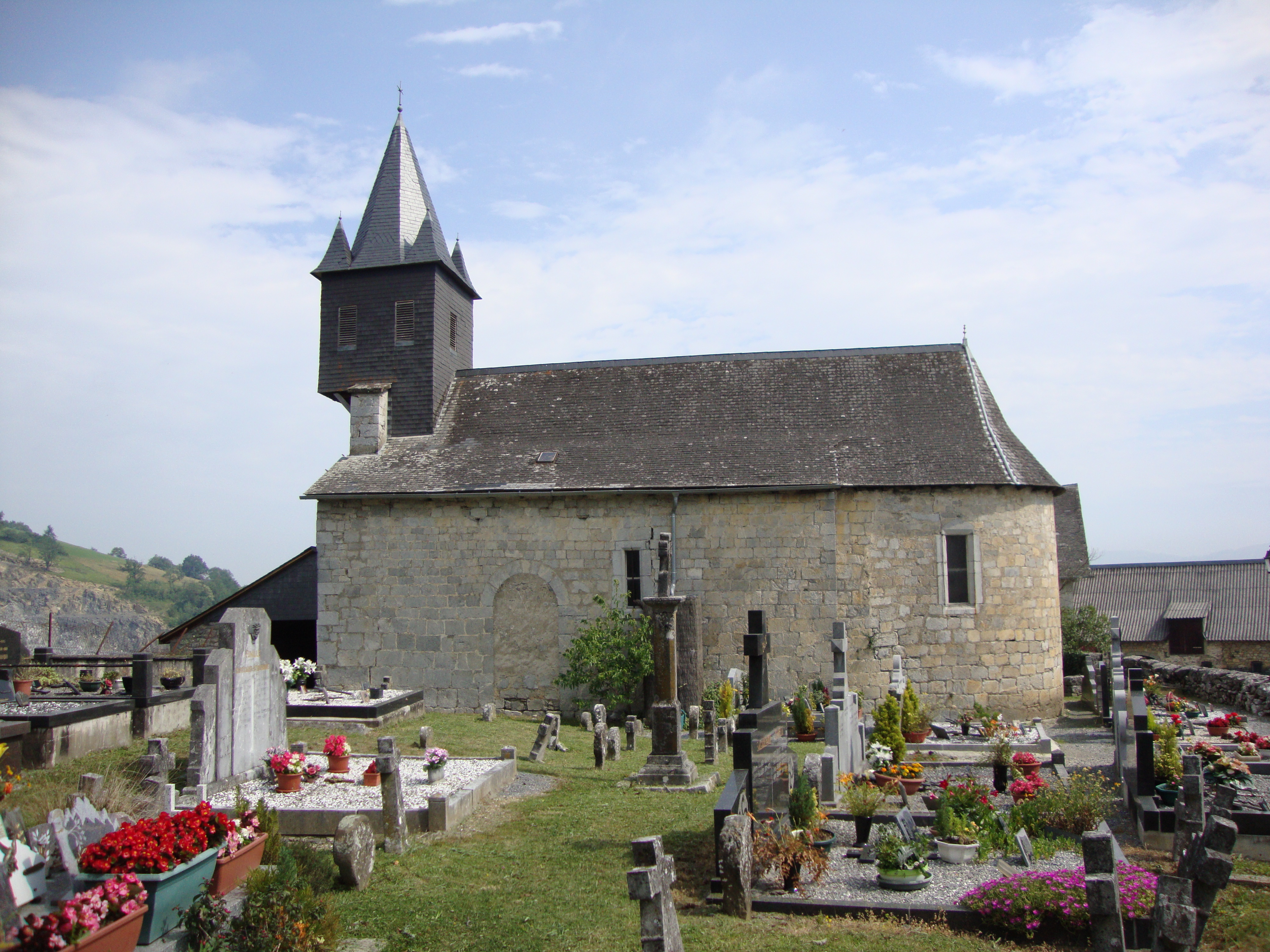
Kirche Notre-Dame in Cihigue

- Kirche in Cihigue, gewidmet Maria, der Mutter des Jesus von Nazaret. Auch ihre Errichtung datiert aus dem Mittelalter in der Romanik, wie an ihrer Apsis zu erkennen ist. Das Gebäude ist 1828 restauriert worden, wie eine Inschrift auf dem Sturz des Eingangs belegt.[12] Der Tabernakel aus Holz im Innern der Kirche ist vollständig vergoldet. Die Darstellungen sind als Flachrelief auf seiner Oberfläche ausgearbeitet. Eine Statue, die Jesus aufrecht stehend mit gefalteten Händen zeigt, nimmt die gesamte Tür ein. Diese Darstellung heißt in der christlichen Bildsymbolik „Christus in der Rast“. Es stellt den Moment der Passion dar, nachdem Christus seiner Kleider beraubt und bevor er an das Kreuz genagelt wurde. In dieser Darstellung hält Christus ein Schilfrohr in seiner Hand, das ihm seine Wachen zum Spott überreicht hatten. Oberhalb der Tür wird Gott der Vater dargestellt, seine Finger gen Himmel zeigend, unterhalb zeigt sich ein Cherub.[13] An einer Wand zeigt eine Statue aus Holz aus dem 15. Jahrhundert den gekreuzigten Christus.[14]

- Thermalquelle von Camou. Auf (210 m) Höhe tritt das salzhaltige, 33,5 °C warme Wasser in einer Grotte auf die Oberfläche. Seine chemische Zusammensetzung verleiht ihm eine heilende Wirkung bei rheumatischen und gynäkologischen Problemen oder bei Wachstumsschwächen bei Kindern. Zahlreiche Versuche, die Thermalquelle weiterzuentwickeln und einen größeren Kundenkreis als den aus der Soule und dem Béarn anzusprechen, waren bis jetzt ohne Erfolg.[15]

## Wirtschaft und Infrastruktur

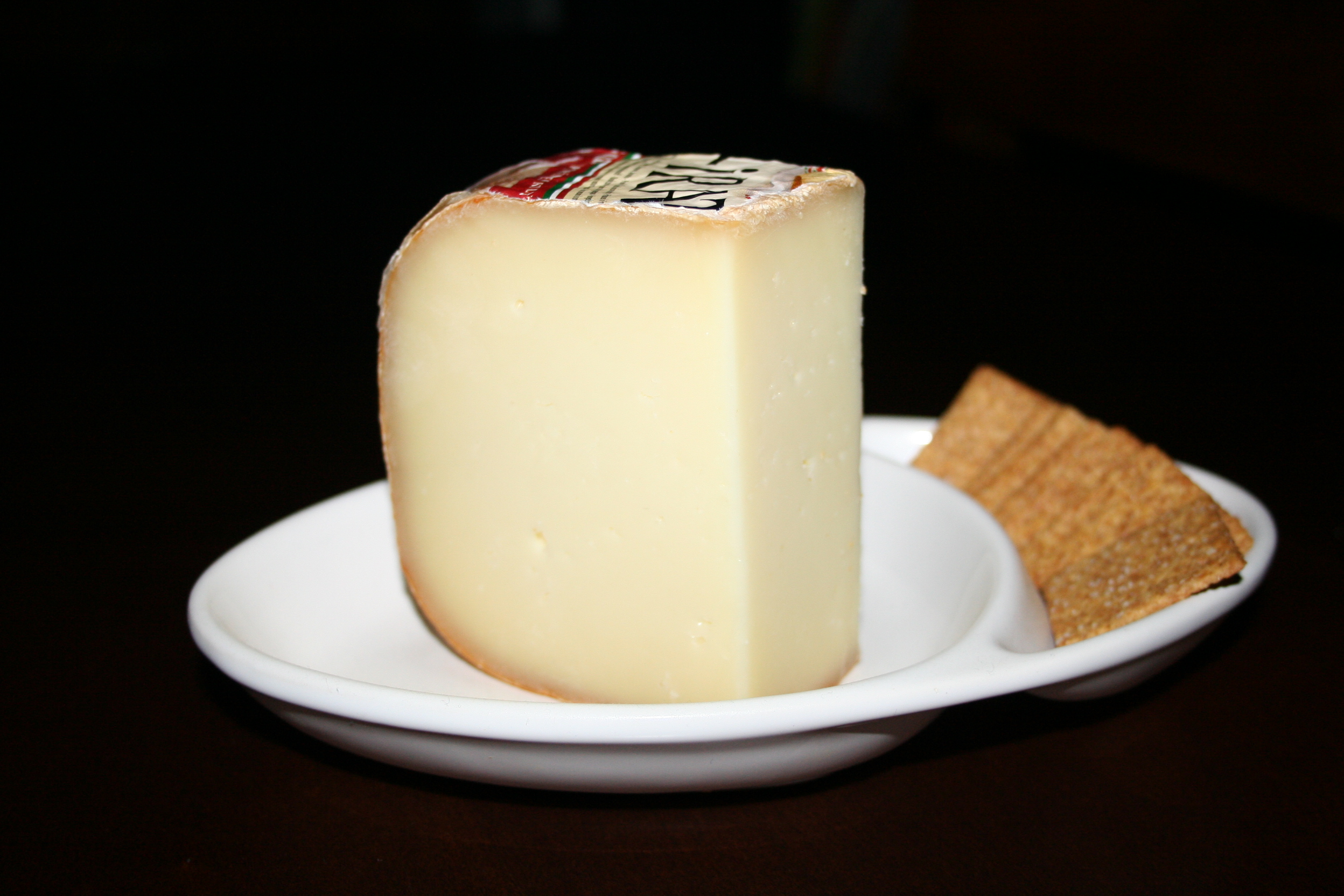
Ossau-Iraty

Die Landwirtschaft ist eine der wichtigsten Wirtschaftsfaktoren der Gemeinde. Camou-Cihigue liegt in den Zonen AOC des Ossau-Iraty, ein traditionell hergestellter Schnittkäse aus Schafmilch, sowie der Schweinerasse und des Schinkens „Kintoa“.

### Verkehr
Camou-Cihigue wird durchquert von der Route départementale 149.